# 韦特斯维莱尔
韦特斯维莱尔（法語：Weiterswiller，发音：[vaitəʁsvilɛʁ]；德语：Weitersweiler）是法国下莱茵省的一个市镇，属于萨韦尔讷区和英维莱尔县（Ingwiller）。该市镇总面积7.91平方公里，2009年时的人口为572人。

## 人口
韦特斯维莱尔人口变化图示